# Хирный (Пролетарский район)
Хи́рный — хутор в Пролетарском районе Ростовской области.
Входит в состав Дальненского сельского поселения.

## Население
| 2010 |
| ---- |
| 252  |

## Улицы
- ул. Парковая,
- ул. Речная,
- ул. Средняя.